# Biblioteca della Comunità Israelitica
La Biblioteca della Comunità Israelitica era la biblioteca della comunità ebraica di Roma. Fondata all'inizio del XX secolo, conteneva circa 7.000 libri e manoscritti rari o unici, risalenti almeno al XVI secolo. Secondo il Registro centrale delle opere d'arte depredate, era la biblioteca ebraica più importante d'Italia e una delle più importanti al mondo. I volumi della biblioteca furono saccheggiati dai nazisti poco dopo il rastrellamento del ghetto di Roma nell'ottobre 1943 e non furono mai recuperati. Due mesi dopo fu saccheggiata la biblioteca del Collegio rabbinico italiano; solo una parte dei volumi di quest'ultima sono stati recuperati.

## La biblioteca
La Biblioteca della Comunità Israelitica fu allestita nei primi del Novecento nei locali sopra il Tempio Maggiore di Roma in Lungotevere De' Cenci. I suoi volumi consistevano in pubblicazioni precedentemente conservate in una delle cinque sinagoghe del ghetto o in altri luoghi legati alla comunità ebraica di Roma. Mentre la biblioteca del Collegio Rabbinico Italiano era una biblioteca didattica di quasi 10.000 volumi trasferita da Firenze a Roma negli anni Trenta, la biblioteca della Comunità Israelitica conteneva molti libri e manoscritti rari e anche unici, risalenti almeno al XVI secolo.
Non esiste un catalogo completo di tutti i 7.000 volumi, ma gli studiosi stilarono alcuni elenchi durante le visite prima della guerra. Si stima che la biblioteca contenesse un quarto di tutta l'opera dei Soncino, stampatori ebrei italiani del XVI secolo che successivamente operarono a Salonicco e a Costantinopoli, nonché le opere del XVI secolo di Daniel Bomberg, Alvise Bragadin e Nicollet. Un catalogo parziale è stato compilato dallo storico ebreo italiano Isaiah Sonne nel 1935, che classificò il contenuto dei testi stampati dai Soncino: manoscritti, incunaboli, copie orientali cinquecentesche stampate a Costantinopoli ed esemplari speciali. Sonne si lamentò comunque di aver avuto il permesso di vedere solo gli oggetti di seconda qualità. La mancanza di un catalogo adeguato potrebbe essere in parte dovuta al desiderio di evitare che i contenuti venissero distrutti dalla chiesa cattolica che, storicamente, l'aveva fatto alle pubblicazioni ebraiche.
Il Registro centrale delle opere d'arte depredate citava un esperto, Attilio Milano, il quale afferma in una lettera che "nessun'altra biblioteca ebraica italiana aveva tanti libri di valore inestimabile e pochissime fuori d'Italia la superavano".

## Saccheggio
Con la resa dell'Italia dell'8 settembre 1943, la Germania occupò l'Italia settentrionale e centrale. Le biblioteche della comunità ebraica di Roma attirarono presto l'attenzione dei tedeschi. Secondo un testimone oculare, il 30 settembre e il 1º ottobre 1943 due uomini in divisa visitarono la Biblioteca della Comunità Israelitica e quella del Collegio Rabbinico, situate nello stesso edificio. Uno dei due si presentò come insegnante di ebraico di un istituto di Berlino; molto probabilmente fu Johannes Pohl dell'Istituto per lo studio della questione ebraica, che aveva già svolto un ruolo simile presso le biblioteche ebraiche di Amsterdam. Si cercò di ottenere il sostegno del governo fascista italiano per conservare il contenuto delle biblioteche in Italia, ma senza successo.
Il 14 ottobre 1943, due giorni prima dell'irruzione nazista nel ghetto di Roma, fu portato via il contenuto della biblioteca della Comunità Israelitica e parte del contenuto della biblioteca del Collegio Rabbinico. Il resto fu sottratto il 23 e 24 dicembre 1943. Alcuni libri e stampe sopravvissero al saccheggio perché nascosti dai membri della comunità o considerati di poca importanza dai tedeschi.
Sotto la supervisione dell'amministrazione militare tedesca il contenuto della biblioteca fu caricato su due vagoni ferroviari da una società italiana e inviato in Germania attraverso la Svizzera. Una lettera dell'Einsatzstab Reichsleiter Rosenberg (ERR) del 21 gennaio 1944, molto probabilmente riferita alla seconda parte del bottino, comunicò che il carico era stato consegnato a un istituto di Francoforte sul Meno. I volumi inestimabili rappresentavano un particolare interesse per l'organizzazione Rosenberg, tanto che fu istituita un'organizzazione speciale, il Sonderkommando Italien, per operare nel Paese.
Le registrazioni della corrispondenza dell'ERR furono distrutte da un bombardamento su Berlino nel novembre 1943. La commissione italiana che cercava di localizzare il contenuto della biblioteca giunse alla conclusione che il primo treno di ottobre non si diresse a Francoforte ma a Berlino, il che spiegherebbe perché parte del contenuto del secondo treno è stata ritrovata dopo la guerra. Nessun volume del primo treno è mai stato recuperato.

## Ricerca dei volumi
Solo una parte dei volumi della biblioteca del Collegio Rabbinico, costituita da 20 incunaboli, fu rinvenuta nel 1947. Del materiale prelevato dalla biblioteca della Comunità Israelitica non è mai stato recuperato nulla.
La teoria più probabile è che i volumi della biblioteca siano stati immagazzinati durante la guerra in un'area che divenne parte della zona di occupazione postbellica dell'URSS e poi portati in Unione Sovietica dove sarebbero rimasti. Le ipotesi secondo cui i libri sarebbero stati distrutti durante un bombardamento sul treno che li trasportava in Germania, o nella stessa Germania, sono considerate poco probabili.
Nel 2002 il governo italiano ha istituito un'apposita commissione allo scopo di ritrovare i volumi della biblioteca mediante le ricerche in diversi paesi europei. La commissione ha esaminato la possibilità che i contenuti mancanti fossero rimasti a Francoforte o Berlino. L'opzione di Francoforte fu ritenuta la meno probabile poiché gran parte dei libri saccheggiati, conservati nel deposito di Hungen, erano caduti nelle mani delle forze americane dopo la guerra ed erano stati restituiti, comprese le stampe dal Collegio Rabbinico. Si stima che la Germania nazista abbia saccheggiato fino a 3 milioni di libri durante la seconda guerra mondiale, di cui 1,2 milioni sono stati trovati a Hungen solo alla fine della guerra. L'opzione più probabile era che fossero a Berlino o a Ratibor, dove alla fine sarebbero poi passati all'Unione Sovietica.
La ricerca della commissione fu complicata dal fatto che nella Germania nazista esistevano due organizzazioni concorrenti che acquisivano le pubblicazioni ebraiche rubate per creare una biblioteca, l'Amt Rosenberg (l'ERR) e il Reichssicherheitshauptamt (le SS), quest'ultimo con lo scopo di usarlo come fonte di informazioni. Poiché non è nota alcuna registrazione del primo trasporto del bottino, non è certo quale delle due organizzazioni abbia ricevuto i due vagoni ferroviari dall'ottobre 1943. In più le ricerche della commissione in Russia sono state ostacolate anche dal fatto che alcuni archivi sono stati chiusi, come quello del Servizio di sicurezza federale russo.
La mancanza di un vero e proprio catalogo ha fortemente ostacolato il recupero dei volumi, in quanto è quasi impossibile sapere cosa effettivamente conteneva la biblioteca. Nel 1965 due manoscritti ebraici con il timbro della biblioteca furono acquisiti dalla Jewish Theological Seminary di New York, entrambi elencati nel catalogo Sonne compilato negli anni '30. Non è chiaro come i manoscritti abbiano raggiunto gli Stati Uniti e a che punto dopo la loro catalogazione da parte di Sonne nel 1935 siano stati rimossi dalla biblioteca. Non è stato possibile stabilire altri dettagli sulla storia dei manoscritti tra il 1935 e il 1965.
Il destino dei volumi della biblioteca rimane tuttora un mistero, poiché tutte le indagini, compresa quella della commissione governativa italiana, sono state inconcludenti.

## La biblioteca della Comunità Israelitica nella cultura di massa
La biblioteca della Comunità Israelitica occupa un posto di rilievo nel romanzo Il testamento di Elias, di W. S. Mahler (2023).

### Approfondimenti
- (EN) Dario Tedeschi, Research of the Roman Jewish Community´s Library looted in 1943 (PDF) (archiviato dall'url originale il 1º marzo 2017).
- (EN) Report on the Activities of the Commission for Recovery of the Bibliographic Patrimony of the Jewish Community of Rome Stolen in 1944 (PDF) (archiviato dall'url originale il 10 novembre 2022).